# S.C.I.E.N.C.E
S.C.I.E.N.C.E é o segundo álbum de estúdio da banda Incubus, lançado em 9 de Setembro de 1997.

## Faixas
1. "Redefine" – 3:19
2. "Vitamin" – 3:13
3. "New Skin" – 3:51
4. "Idiot Box" – 4:07
5. "Glass" – 3:37
6. "Magic Medicine" – 3:03
7. "A Certain Shade of Green" – 3:11
8. "Favorite Things" – 3:11
9. "Summer Romance (Anti-Gravity Love Song)" – 4:26
10. "Nebula" – 3:50
11. "Deep Inside" – 3:55
12. "Calgone" – 16:03

- - Em "Calgone" existe uma faixa bônus, Segue 1.

## Recepção
| Críticas profissionais                                                      | Críticas profissionais |
| Avaliações da crítica                                                       | Avaliações da crítica  |
| Fonte                                                                       | Avaliação              |
| --------------------------------------------------------------------------- | ---------------------- |
| allmusic                                                                    | (sem nota)             |
| Pitchfork Media                                                             | (sem nota)             |
| Esta tabela precisa de ser acompanhada por texto em prosa. Consulte o guia. |                        |

Em 2020, a Metal Hammer incluiu o lançamento em sua lista dos 10 melhores álbuns de 1997 e também em sua lista de 20 melhores álbuns de metal do mesmo ano.